# Elektronická kniha

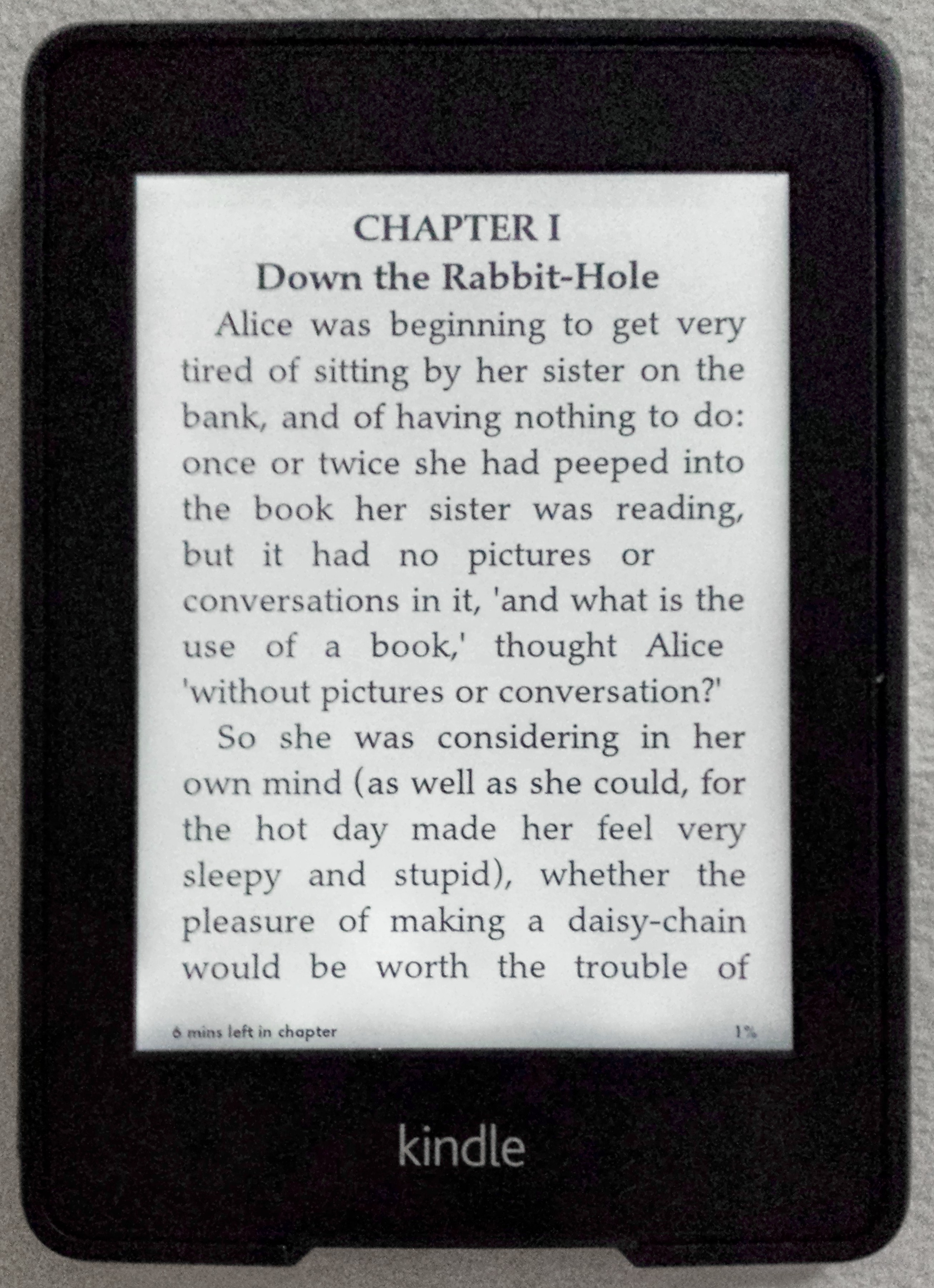
Čtečka Kindle Paperwhite

Elektronická kniha (e-kniha, e-book, digitální kniha) je digitální ekvivalent tištěné knihy, existující ve formě počítačového souboru. Pro čtení elektronických knih se nejčastěji používá mobilní telefon, notebook či klasický stolní počítač s monitorem, čtečka elektronických knih nebo tablet. Pro uložení dat elektronických knih se využívají různé souborové formáty, a to jak obecné (např. PDF, TXT aj.), tak i specializované, původně určené zejména pro čtečky elektronických knih. Světově nejrozšířenějšími jsou formát MOBI, podporovaný v minulosti nativně zejména čtečkami Amazon Kindle, a otevřený formát ePUB. Na českém trhu tvořily formáty MOBI, ePUB a PDF v roce 2020 dohromady přibližně 99 % všech oficiálně vydaných e-knih.

## Historie
U zrodu první e-knihy stál v roce 1971 Michael S. Hart, v té době student University of Illinois. Když tehdy operátoři univerzitního mainframu (sálového počítače) Xerox Sigma V poskytli Hartovi prakticky neomezený strojový čas, Hart hledal způsob, jak jej co nejsmysluplněji využít. Vytvořil proto svůj první elektronický dokument tím, že přepsal Deklaraci nezávislosti Spojených států amerických do počítače v prostém textu. Hart plánoval vytvářet dokumenty v prostém textu, aby byly co nejjednodušší ke stažení a zobrazení. Po vytvoření prvního elektronického dokumentu založil v témže roce Projekt Gutenberg s cílem vytvořit elektronické kopie dalších textů.
Nejprve se elektronické knihy zaměřovaly pouze na obory související s počítači, například různé příručky pro hardware. S rozvojem internetu bylo čím dál snadnější elektronické knihy přenášet, už k tomu nebyly potřeba hmotné nosiče. Trh se v začátcích tříštil nejednotností formátu. Převahu získávala firma Adobe s formátem PDF. Nejdříve se knihy v elektronickém formátu šířily hlavně nelegálně, poté se k tomuto proudu přidaly firmy, které ovšem nabízely převážně volná díla či knihy, jejichž autorům vypršela autorská práva. Poté se přidali autoři, jejichž knihy nakladatelé odmítli vydat, a tak poskytli svá díla on-line.
V roce 1998 začaly americké knihovny nabízet e-knihy zdarma jako doplňkovou službu na svých webových stránkách, ovšem nešly stáhnout. Mezi převládající žánry opět patřily odborné, technické a vědecké publikace. Zároveň se v tomto roce objevily první čtečky elektronických knih Rocket eBook a SoftBook Reader. V roce 2000 dal americký spisovatel Stephen King k dispozici on-line svou knihu Riding the Bullet, ovšem číst ji šlo pouze na počítači. Od roku 2003 nabízejí k volnému stáhnutí populární beletrii jako tzv. e-půjčování knih. Podle průzkumu z roku 2010 nabízí 66 % amerických knihoven e-půjčování, proto je rok 2010 považován za bod zlomu při šíření elektronických knih.
V červenci 2010 oznámil internetový obchod Amazon.com, že během 2. čtvrtletí roku 2010 prodal poprvé více elektronických knih oproti klasickým vázaným knihám s pevnou vazbou, poměr byl 140 ku 100. V lednu 2011 pak prodeje e-knih u prodejce překonaly také prodeje brožovaných knih.

## Čtečky elektronických knih
V roce 1998 se objevily první čtečky elektronických knih Rocket eBook a SoftBook. V roce 2004 Sony přišla s modelem Librié EBR-1000EP, což byla první čtečka využívající elektronický papír. Roku 2006 Sony představila první z řady Sony Readerů. V roce 2007 začala firma Amazon.com prodávat první verzi čtečky Kindle a téhož roku se v Evropě začala oficiálně prodávat čtečka Cybook Gen3. V roce 2009 byly nejpoužívanějšími čtečkami Amazon Kindle a čtečky značky Sony Reader, od března 2010 se k nim zařadila i čtečka Nook knihkupectví Barnes & Noble. V roce 2013 se na trhu objevila první čtečka využívající elektronický papír s barevným displejem PocketBook Color Lux.

## Výhody a nevýhody

### Výhody
- Šetří místo. Do paměti běžné čtečky lze uložit tisíce knih.
- E-knihy lze díky podsvícení displeje číst i při slabém osvětlení.
- S E-book readerem se manipuluje snáze než s tištěnou knihou, sice je obvykle méně mechanicky odolný, ale často bývá vodotěsný.
- Na displeji je zobrazena vždy jen jedna stránka, takže čtenář má dokonalý přehled. Odpadají časté problémy se špatnou čitelností u hřbetu knihy.
- Lze vytvářet neomezené množství kopií.
- E-knihy se snadno zálohují a skladují.
- Elektronické knihy jsou snadno dostupné prostřednictvím internetu. Velké množství i zdarma.
- E-knihy lze koupit v e-shopu a ihned číst. Ke stažení jsou také volně dostupné miliony knih v angličtině a tisíce v češtině,[20] další lze ziskat prostřednictvím on-line knihoven.[21]
- Elektronické knihy nespotřebovávají žádný papír, proto jsou více ekologické oproti tištěným knihám.
- Autoři mají možnost samostatně e-knihy vydávat a levně je distribuovat. Knihy mohou být poskytovány čtenářům zcela zdarma (autor nemá žádné náklady na tisk a distribuci), pokud se tak autor rozhodne.

Následující výhody platí, je-li k dispozici digitální text (ne tedy např. pro PDF vzniklé skenováním, které neprošlo procesem OCR):
- Čtenář může měnit velikost a druh písma. Je možno použít software pro převod textu do mluvené podoby.
- Chyby v textech mohou být velmi rychle a snadno opraveny. Takto opravené texty se mohou dostat rychleji ke čtenářům.
- Možnost rychle vyhledat zadaná slova v textu v rámci celé knihy, možnost vyhledání významu slova.
- Možnost vkládat poznámky a zvýrazňovat text.
- Možnost umístění aktivních odkazů v rámci knihy, případně i na internet.

### Nevýhody
- E-kniha vyžaduje ke čtení další zařízení. (mobilní telefon, čtečka e-knih, někdy také speciální aplikace pro mobil, tablet nebo počítač.)
- Zobrazení každé e-knihy se musí přizpůsobit displeji zařízení, což může být v praxi problém s čitelností. Také každý software většinou zobrazuje e-knihu jinak než jiný software stejného typu (např. prohlížeče PDF, prohlížeče MOBI). Naproti tomu u klasické knihy se naopak formát přizpůsobuje povaze knihy a je pevně daný profesionálním sazečem.
- Na displeji je zobrazena vždy jen jedna stránka, takže čtenář nemusí mít dokonalý přehled, listování o několik stránek je pomalejší.
- Mnoho dalších problémů s formáty... Např.:
  - Nejrozšířenější formát elektronických dokumentů PDF ve většině případů není vhodný pro mobily a čtečky. Hlavním problémem bývá nemožnost uspokojivého přizpůsobení zobrazení obsahu malému displeji.
- Problémy licenčního typu. Např.:
  - Pokud prodejce e-knih používá tzv. tvrdé DRM (digital rights management), je kupující nucen trvale používat jeden druh čtečky nebo obchodu nebo speciální aplikace. Používání DRM je odůvodňováno tím, že bez DRM lze e-knihy snadno nelegálně kopírovat.
  - E-knihu nelze kvůli přísným licenčním podmínkám (viz autorské právo) dále přeprodat, půjčit (až na omezené výjimečné případy), odkázat.
  - E-knihy lze darovat, například pomocí dárkového poukazu.

## Vytváření elektronických knih
Existuje několik způsobů, jak elektronické knihy vznikají.
- Existují-li strukturované elektronické podklady, lze knihu rovnou v elektronické podobě vyrobit. Výstupem je pak obvykle některý z formátů založených na značkovacích jazycích. Lze vygenerovat i formát PDF, někdy se generuje více variant pro různé velikosti displeje.
- Knihu lze naskenovat do formátu PDF.
- Knihu lze naskenovat do formátu PDF a pak metodou OCR (optického rozpoznávání znaků) převést na text. Tento text musí ovšem ještě projít korekturou.
- Velmi pracnou možností bývalo přepisování pomocí klávesnice.

## Prodej e-knih
Komerčně vydávané e-knihy se prodávají podobně jako tištěné, tedy prostřednictvím internetových obchodů. Na rozdíl od tištěných knih jsou e-knihy zpravidla levnější, mimo jiné také proto, že u nich odpadají tzv. polygrafické náklady (tisk, papír a vazba knih) a nižší jsou také náklady na distribuci. Polygrafické náklady se podle různých zdrojů mohou u tištěných knih pohybovat přibližně mezi 15 až 28 procenty koncové prodejní ceny. V roce 2022 se pak průměrná cena e-knih dle Svazu českých knihkupců a nakladatelů (SČKN) pohybovala u beletrie na úrovni 69 % ceny tištěné knihy v e-shopech a u odborné literatury a elektronických učebnic pak na úrovni přibližně 85 % oproti tištěné knize v e-shopech. E-knihy v témže roce dle SČKN nabízela většina významných tuzemských nakladatelů (více než 900 subjektů), přičemž celková nabídka titulů činila na konci roku 33 tisíc titulů.